# باول كاشينج تشايلد
باول كاشينج تشايلد (بالإنجليزية: Paul Cushing Child)‏ هو دبلوماسي أمريكي، ولد في 15 يناير 1902 في مونتكلير ‏ في الولايات المتحدة، وتوفي في 12 مايو 1994 في ليكسينغتون في الولايات المتحدة.